# Eaton Hall

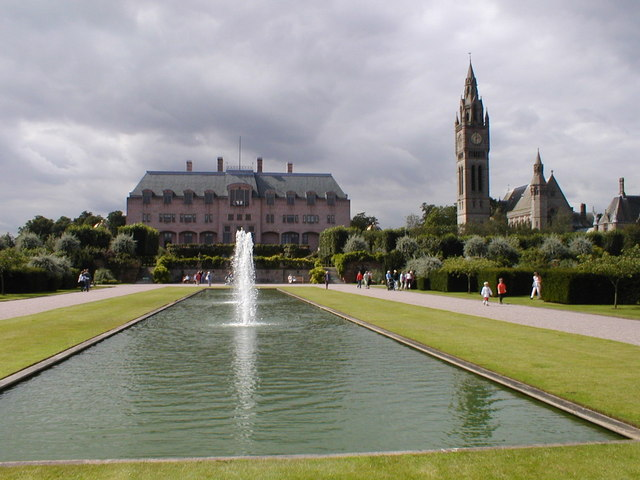
Eaton Hall desde el este mostrando el vestíbulo y la capilla en agosto de 2002

Eaton Hall es una casa de campo perteneciente a los duques de Westminster siendo su actual propietario Hugh Grosvenor, VII duque de Westminster. Se encuentra a 1 milla (2 km) al sur del pueblo de Eccleston, en Cheshire, Inglaterra. La casa está rodeada de sus propios jardines, parques, tierras de cultivo y bosques. La finca tiene una extensión de unos 4.400 hectáreas.
La primera casa importante se construyó en el siglo XVII. A principios del siglo XIX fue sustituida por una casa mucho más grande diseñada por William Porden. Ésta, a su vez, fue sustituida por una casa aún más grande, con dependencias y una capilla, diseñada por Alfred Waterhouse. La construcción comenzó en 1870 y concluyó unos 12 años después. En 1960, la estructura de la casa se había deteriorado y, como muchas otras mansiones durante este periodo, fue demolida, aunque se conservaron la capilla y muchas de las dependencias. Se construyó una nueva casa, pero su diseño no se consideró acorde con el paisaje local, y a finales de la década de 1980 fue rediseñada con la apariencia de un chateau francés.

## Halls

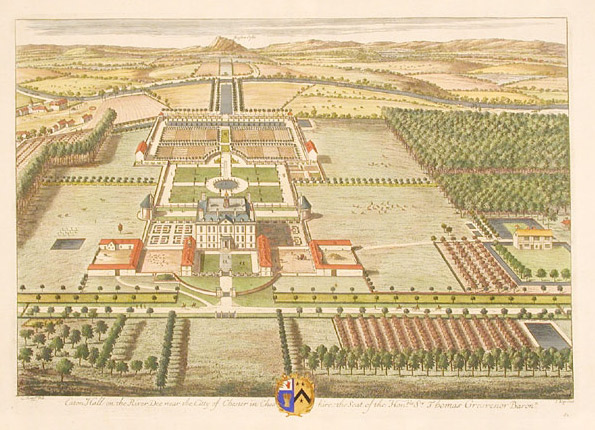
El dibujo muestra Samwell Hall en 1708. La casa anterior puede ser vista en la parte inferior derecha.

Eaton Hall ha sido la casa del Duque de Westminster de la familia Samwell desde el siglo XV. En un mapa de la finca del siglo XVII y en un grabado del siglo XVIII hay constancia de una casa de dos plantas situada en un foso de la finca. Un estudio realizado en 1798 demostró que el edificio seguía existiendo.

### Samwell Hall
La primera casa importante se construyó para Sir Thomas Grosvenor, 3º Baronet. Este heredó la finca a la edad de 8 años cuando sucedió a su abuelo, Sir Richard Grosvenor, 2º Baronet, que murió en 1665. El nuevo propietario encargó al arquitecto William Samwell el diseño de la casa. La construcción comenzó en 1675; gran parte de la piedra utilizada fue traída del arruinado castillo de Holt, en el norte de Gales. En 1683, el coste de la construcción de la casa había ascendido a más de 1.000 libras esterlinas (lo que equivale a 600.000 libras esterlinas en 2020). Un grabado de la época muestra que se trataba de una casa cuadrada de gran tamaño con tres plantas y buhardillas. La fachada de entrada tenía nueve tramos y un pórtico. El grabado también muestra la casa anterior al sur de la nueva casa.